# Sickan Carlsson
Sickan Anna-Greta Carlsson Adamsson, född Carlsson den 12 augusti 1915 i Katarina församling, Stockholm, död 2 november 2011 i Högalids församling, Stockholm, var en svensk skådespelare och sångerska. Carlsson medverkade i filmer som Klart till drabbning (1937), Landstormens lilla Lotta (1939), Löjtnantshjärtan (1942), Gröna hissen (1944), Min syster och jag (1950), Sjunde himlen (1956), Du är mitt äventyr (1958), Fröken Chic (1959), Lustgården (1961) och Charlotte Löwensköld (1979).
Carlssons deltagande i främst komedier från 1930- och 1940-talet gjorde henne till en folkkär film- och revyaktör.

## Biografi

### Uppväxt
Carlsson var dotter till typografen Witus Carlsson och affärsexpediten Siri Lindblom. Hon var det enda barnet och växte upp på Södermalm och Östermalm i Stockholm. Sitt förnamn Sickan fick hon efter sin fars favoritskådespelare Sickan Castegren. Som ung hjälpte hon till i sin fasters mjölkaffär i Gamla stan. Hemmavid spelade fadern piano och modern gitarr, och den unga Sickan Carlsson tyckte om att agera underhållare vid privata uppträdanden hemma i lägenheten på Högbergsgatan.
Sickan Carlsson studerade vid Statens normalskola för flickor i Stockholm där hon var klasskamrat med Birgit Tengroth. På eftermiddagarna utbildade hon sig i dans vid Operans Balettelevskola i samma grupp som den två år äldre Annalisa Ericson. Tio år gammal framträdde Carlsson för första gången i radio. Klasskamraten Birgit Tengroth tog henne med sig till det nystartade Radiotjänst, där hon fick sjunga Alice Tegnérs visa "Blåsippor" i radioprogrammet Barnens brevlåda som leddes av Sven Jerring.

### Tidig karriär
Fadern arbetade på Centraltryckeriet (senare Esselte), där man varje år arrangerade Typografförbundets amatörrevy Typernas revy på Gröna Lund. Där scendebuterade hon 15 år gammal, hösten 1930. Framträdandet blev en framgång, ryktet spred sig snabbt till professionella revykretsar; hon erbjöds engagemang av såväl Södra teaterns chef Björn Hodell som revymakaren Kar de Mumma. Föräldrarna ville dock att hon först skulle avsluta sin skolgång, så den officiella scendebuten fick vänta till efter examen. Carlsson medverkade dock i fackföreningens revy följande höst och blev då uppringd av chefen för IRE-film, Olof Thiel, som bad henne komma och provspela för huvudrollen i En stulen vals (1932). Huvudrollen gick till Aino Taube, men Carlsson fick åtminstone en biroll i filmen.
Efter den satsade Sickan Carlsson helhjärtat på en artistkarriär och det blev debut både på scen och i film 1932, i pjäsen Toni vid Naima Wifstrands teater på Vattugatan och i filmen En stulen vals i regi av Lorens Marmstedt. Samma år (i oktober) engagerades Sickan Carlsson även vid Södra teatern i Stockholm, i lustspelet Vi som går köksvägen (mot Thor Modéen och Birgit Chenon) och nyårsrevyn Ett leende år där hon gjorde revydebut; året hade då hunnit bli 1933. Med i ensemblen fanns även Annalisa Ericson. Några veckor efter premiären på nyårsrevyn sjöng Sickan Carlsson in en av dess melodier, ”En man som han”, på skiva. Därmed hade hon, vid 17 års ålder, beträtt alla arenor i den bransch som skulle komma att bli hennes under en drygt 60 år lång karriär.
I februari 1933 skrev hon ett treårigt elevkontrakt med Svensk Filmindustri. Hennes första film för SF var Kära släkten (1933) med Gösta Ekman och Tutta Rolf. Med dubbla engagemang fick hon spela in film på dagarna och spela revy på kvällarna.
På hösten 1935 fick hon engagemang för att turnera med det franska lustspelet Kokottskolan med Karl Gerhard och Zarah Leander och medverkade också i Karl Gerhards nyårsrevy för 1936, Köpmännen i Nordens Venedig på Folkan. Hon medverkade därefter i en eller två Karl Gerhard-revyer varje år, förutom flera filminspelningar om året.

### Film, radio och teater
Under 1940-talet var Sickan Carlsson en ofta anlitad filmskådespelare under kontrakt hos Svensk Filmindustri. I filmer av det lättare slaget hade hon ofta motspelare som Thor Modéen eller Åke Söderblom. 
År 1945 gjorde hon sin första film med Schamyl Bauman som regissör. Under tio års tid gjorde de åtta filmer, filmer som slog kassarekord. Sickan Carlsson var den stora stjärnan och fick 20 000 kronor i gage per film. I deras andra film tillsammans, Skolka skolan (1949), spelade hon en 19-årig skolflicka fast hon själv då var 34 år. I mitten av 1950-talet tog Hasse Ekman över efter Schamyl Bauman och det blev en handfull filmer – däribland Sjunde himlen (1956), Med glorian på sned (1957) och Fröken Chic (1959). 

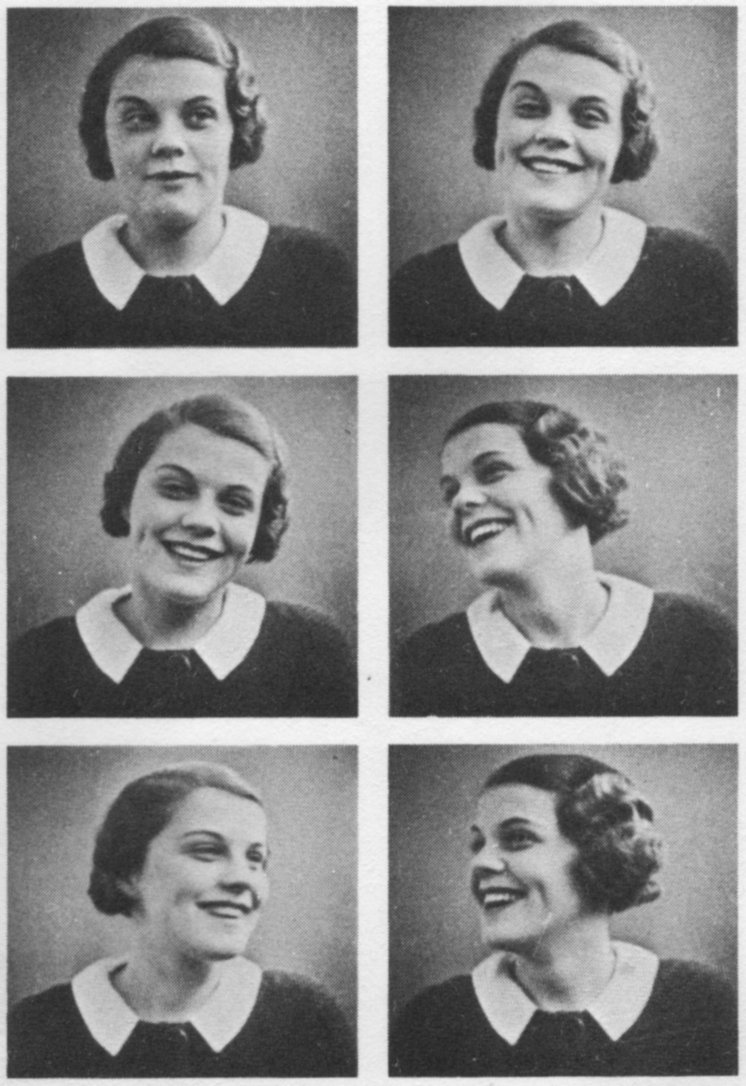
Sickan Carlsson i början av 1930-talet.

I början av 1950-talet började Carlsson medverka i radioprogrammet Dagens revy, en revy som sändes varje vecka och som skrevs av Gösta Bernhard och Stig Bergendorff. Under 1950-talet medverkade hon tillsammans med Kar de Mumma i radioprogrammet Sickan och Kar de Mumma som sändes varje vecka. Därutöver hördes hon i radio i program som Tjugo frågor, Frukostklubben, Det ska vi fira och Schlagerfrågan.
Sickan Carlsson spelade även teater och revy vid sidan om filmen. År 1945 spelade hon mot Max Hansen i En förtjusande fröken och Gröna hissen; den senare hade de båda medverkat i en filmatisering av redan året innan. Från och med 1935 och under många år framåt arbetade Sickan Carlsson också tillsammans med Karl Gerhard i hans revyer, och han var något av en läromästare för henne. Sickan Carlsson spelade även i några Kar de Mumma-revyer, exempelvis Kyss Karlsson, 1967, och året därpå Den stora succén. Återigen var det Hasse Ekman som regisserade henne.
Sickan Carlsson lanserade under sin karriär också många filmmelodier som gavs ut på skiva. Hon sjöng bland annat ”Jag ska sjunga för dig”, ”Klart till drabbning” och det som kom att bli hennes signaturmelodi; ”Jag är så glittrande glad”.
När Ingmar Bergman 1958 hade frågat henne om hon ville tjänstgöra vid Malmö Stadsteater tackade hon nej. I Alf Kjellins Lustgården (1961) – med manus av Ingmar Bergman – fick hon en mer dramatisk roll som den ogifta servitrisen Fanny, vars dotter spelades av Bibi Andersson. Lustgården blev hennes sista stora roll. I filmen upplevde Sickan Carlsson dock att hon äntligen fått visa att hon kunde klara av en mer seriös och mogen roll, inte bara lustspel. Hon beskriver i sina memoarer att ”Någon stor skådespelerska hade jag visserligen aldrig kunnat bli, det vet jag. Men kanske en bättre. En med större uttrycksmöjligheter, fler nyanser och ett rikare register.”

### Senare år
Under 1961–1963 spelade hon teater på Intiman i Stockholm med Hasse Ekman som regissör och 1967 och 1968 medverkade hon i Kar de Mumma-revyn på Folkan. Hennes sista långfilm var Charlotte Löwensköld (1979), där hon spelade en dramatisk roll som prostinna.
I början av 1990-talet medverkade hon i tv-serien Kusiner i kubik och gjorde framträdanden för pensionärsföreningar tillsammans med Annalisa Ericson. För sin filmkarriär erhöll hon 2005 en hedersguldbagge.

### Privatliv
Sickan Carlsson var gift tre gånger. I september 1939 gifte sig Carlsson med skeppsredaren Gösta Reuter i Engelbrektskyrkan i Stockholm. Året efter föddes dottern Ingegerd. Äktenskapet upplöstes, och 1945 gifte hon sig med biodirektören Åke Rapp (1914–1993). År 1957 skilde paret sig. År 1958 gifte hon sig med direktör Sölve Adamsson, och hon förblev gift till makens bortgång 1987.

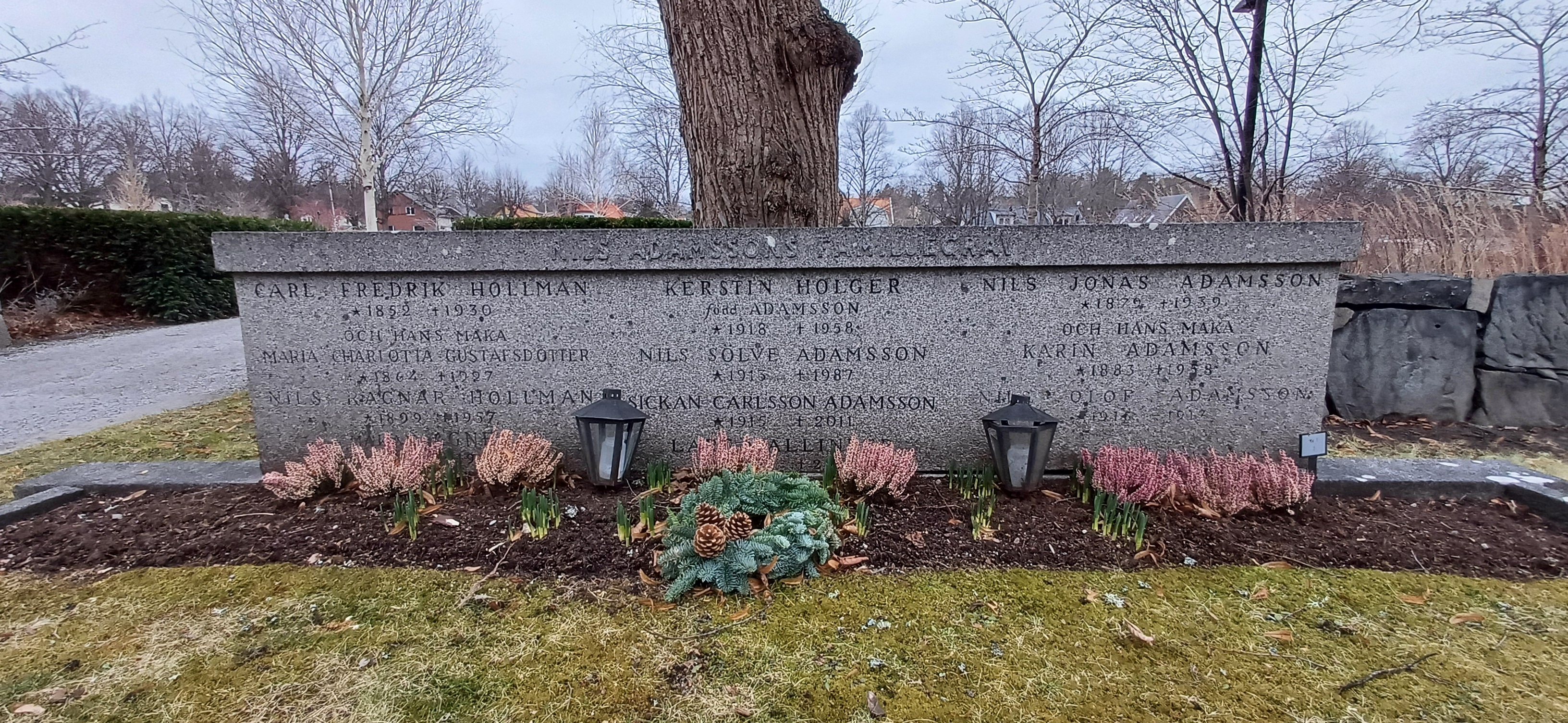
Familjegraven på Bromma kyrkogård

År 2011 avled hon på Borgarhemmet på Södermalm i Stockholm. Sickan Carlsson är begravd på Bromma kyrkogård i Stockholms län.

## Eftermäle
Sickan Carlsson medverkade totalt i ett femtiotal filmer, under nästan lika många år. Som manliga motspelare hade hon ofta Åke Söderblom, Gunnar Björnstrand och Hasse Ekman. Regissören Schamyl Bauman påbörjade 1945 traditionen att göra årliga komedier med roller specialskrivna för Sickan Carlsson, vilka var så populära att "Sickanfilmer" blev ett begrepp. När Schamyl Bauman inte längre kunde filma tog Hasse Ekman över för att vidareutveckla Sickan Carlssons komeditalang. Genomgående spelade Sickan Carlsson starka, kompetenta yrkeskvinnor i Ekmans filmer, vilket ännu inte var vanligt, utan nytt och närmast lite provokativt. Hasse Ekman regisserade även Sickan Carlsson i Sveriges första sitcom, Niklasons (1965), där hon spelade mamman i familjen ifråga och Karl-Arne Holmsten pappan.
Hon kom att bli en av de högst betalda skådespelerskorna i Sverige under en period, och enbart Viveca Lindfors och Sonja Wigert tjänade till exempel mer år 1945. I en gallupundersökning gjord 1942 placerade sig Sickan Carlsson bland landets fyra mest populära skådespelare, och i en popularitetsundersökning 1953 i tidningen Filmjournalen placerade hon sig på första plats. Hon var en av den svenska filmens största stjärnor, framför allt under 1940- och 1950-talen. Under 1990-talet uppträdde Sickan Carlsson tillsammans med kollegan Annalisa Ericson, duon som uppträtt ihop redan 1933.
Sickan Carlsson åtföljdes livet ut av epitetet ”glittrande glad” och porträtterade ofta helylleflickor. Detta överensstämde även med den verkliga personen. Därtill lades integritet, kraftfullhet och  energi i kombination med komisk timing och ett strålande humör. Även om det främst blev komedier under Sickan Carlssons karriär, så gestaltade hon i dessa oftast livfulla, moderna, vanliga kvinnor som var lätta att relatera till, till skillnad från ouppnåeligt glamorösa filmstjärnor. Hon var folklig. Sickan Carlsson gick från att spela söta flickroller till överklassargbiggor, mödrar och makor, ambitiösa, hårt arbetande yrkeskvinnor, till mogna kvinnor med livsvisdom och värme. Under svåra tider, med krig och hot därom, erbjöd hennes glädjespridande förmåga tröst och hopp.

## Filmografi
- 1932 – En stulen vals
- 1932 – Jag gifta mig – aldrig
- 1933 – Kära släkten
- 1934 – Simon i Backabo
- 1934 – Sången till henne
- 1935 – Kärlek efter noter
- 1935 – Smålänningar
- 1937 – Klart till drabbning
- 1937 – O, en så'n natt!
- 1937 – Ryska snuvan
- 1938 – Bara en trumpetare
- 1938 – Blixt och dunder
- 1939 – Rena rama sanningen
- 1939 – Åh, en så'n grabb
- 1939 – Landstormens lilla Lotta
- 1940 – Gentleman att hyra
- 1941 – I natt – eller aldrig
- 1941 – Landstormens lilla argbigga
- 1942 – Löjtnantshjärtan
- 1942 – Flickan i fönstret mitt emot
- 1942 – Djurgårdsmässan
- 1943 – En flicka för mej
- 1943 – Djurgårdsmässan
- 1944 – Gröna hissen
- 1944 – Hans officiella fästmö
- 1945 – Flickorna i Småland
- 1946 – Det glada kalaset
- 1947 – Bröllopsnatten
- 1947 – Pappa sökes
- 1948 – Livet på Forsbyholm
- 1949 – Jungfrun på Jungfrusund
- 1949 – Skolka skolan
- 1950 – Min syster och jag
- 1950 – Frökens första barn
- 1951 – Puck heter jag
- 1952 – En fästman i taget
- 1952 – Klasskamrater
- 1952 – Kronans glada gossar
- 1952 – Klackarna i taket
- 1954 – Dans på rosor
- 1955 – Älskling på vågen
- 1956 – Sjunde himlen
- 1957 – Med glorian på sned
- 1958 – Du är mitt äventyr
- 1959 – Fröken Chic
- 1959 – Himmel och pannkaka
- 1961 – Lustgården
- 1965 – Niklasons (TV-serie)
- 1972 – Anderssonskans Kalle
- 1973 – Bröllopet
- 1973 – Anderssonskans Kalle i busform
- 1979 – Charlotte Löwensköld
- 1981 – Pappa och himlen
- 1982 – Strul
- 1983 – Öbergs på Lillöga (TV-serie)
- 1992 – Kusiner i kubik (TV-serie)

## Teater

### Roller
| År   | Roll              | Produktion                                         | Regi                    | Teater                  |
| ---- | ----------------- | -------------------------------------------------- | ----------------------- | ----------------------- |
| 1932 |                   | Toni Gina Kaus                                     | Naima Wifstrand         | Naima Wifstrand-teatern |
| 1932 |                   | Vi som går köksvägen Gösta Stevens                 | Nils Lundell            | Södra Teatern           |
| 1933 | Medverkande       | Ett leende år, revy Gösta Stevens och Kar de Mumma | Björn Hodell            | Södra Teatern           |
| 1933 | Hotellstäderskan  | Lyckliga Jönsson Toralf Sandø                      | Björn Hodell            | Södra Teatern           |
| 1933 |                   | Den tappre soldaten Schwejk Jaroslav Hašek         | Oscar Winge             | Södra Teatern           |
| 1934 | Medverkande       | Rapsodi i Stockholm, revy                          |                         | Södra Teatern           |
| 1934 | Medverkande       | Sol över Söder, revy                               |                         | Södra Teatern           |
| 1935 |                   | Och karusellen går, revy                           |                         | Södra Teatern           |
| 1935 | Katja Kock        | Flickan i frack Hjalmar Bergman                    | Per Lindberg Karl Kinch | Vasateatern             |
| 1935 |                   | Kokottskolan, revy Karl Gerhard                    |                         | Turné                   |
| 1936 |                   | Köpmännen i Nordens Venedig, revy Karl Gerhard     |                         | Folkan                  |
| 1936 |                   | Vershuset Vita Plåstret, revy Karl Gerhard         |                         | Folkan                  |
| 1936 |                   | Ett maskspel, revy Karl Gerhard                    |                         | Stora teatern           |
| 1937 | Medverkande       | Karl Gerhards vershus, revy Karl Gerhard           |                         | Folkan                  |
| 1937 |                   | Indiansommar, revy Karl Gerhard                    |                         | Folkan                  |
| 1937 |                   | Karl-Gerhards vårrevy                              |                         | Stora Teatern           |
| 1938 |                   | Vi Västerhavstorskar, revy Karl Gerhard            |                         | Lorensbergsteatern      |
| 1938 |                   | Höstmanöver, revy Karl Gerhard                     |                         | Folkan                  |
| 1939 |                   | Vårmanöver, revy Karl Gerhard                      |                         | Lorensbergsteatern      |
| 1945 | Annette           | En förtjusande fröken Ralph Benatzky               | Max Hansen              | Vasateatern             |
| 1948 | Blanche           | Gröna hissen Avery Hopwood                         | Martha Lundholm         | Vasateatern             |
| 1949 | Kiki              | Kiki André Picard                                  | Martha Lundholm         | Vasateatern             |
| 1950 |                   | Stig på (Stig Lommers sommarrevy)                  | Stig Lommer             | Royal                   |
| 1951 | Margaret Anderson | Skaffa mig en våning Doris Frankel                 | Per Gerhard             | Vasateatern             |
| 1961 | Millie Hellkvist  | Gungstolen Hasse Ekman                             | Hasse Ekman             | Intiman                 |
| 1967 |                   | Kyss Karlsson, revy Kar de Mumma                   | Hasse Ekman             | Folkan                  |
| 1968 | Medverkande       | Kar de Mummas nyårsrevy, revy Kar de Mumma         | Hasse Ekman             | Folkan                  |

## Radioteater

### Roller
| År   | Roll        | Produktion                         | Regi |
| ---- | ----------- | ---------------------------------- | ---- |
| 1942 | Medverkande | Upp till kamp, flickor, kabaret    |      |
| 1943 |             | Oss flickor emellan Georg Eliasson |      |

## Utmärkelser
- 1979 – H. M. Konungens medalj i 8:e storleken[1]
- 1994 – Svenska Filmakademins silverplakett[1]
- 2005 – Hedersguldbaggen[1]

## Referenser

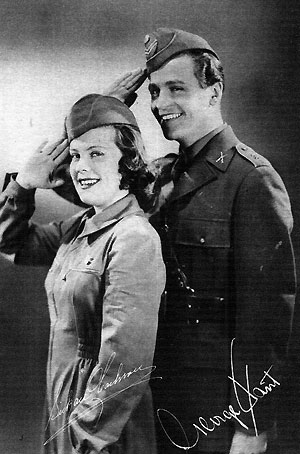
Sickan Carlsson och George Fant i filmen Landstormens lilla argbigga 1941.